# Oleandra cumingii
Oleandra cumingii là một loài dương xỉ trong họ Oleandraceae. Loài này được J. Sm. mô tả khoa học đầu tiên năm 1841.